# (10109) 1992 KQ
1992 كي كيو (ويعرف أيضًا باسم (10109) 1992 كي كيو وفق تسمية الكوكب الصغير) (بالإنجليزية: 1992 KQ)‏ هو كويكب ضمن حزام الكويكبات؛ وترتيبه 10109 من حيث الاكتشاف.
اكتُشف هذا الجُرم الفلكي بواسطة اليانور إف. هيلين في 29 مايو 1992.

## وصلات خارجية
- (10109) 1992 KQ في قاعدة بيانات مختبر الدفع النفاث لأجرام النظام الشمسي الصغيرة

- الاكتشاف · مخطط المدار ·  العناصر المدارية · المعلمات المادية

- (10109) 1992 KQ على موقع ويكي سكاي: DSS2, SDSS, GALEX, IRAS, Hydrogen α, X-Ray, Astrophoto, Sky Map, Articles and images